# استیبیکونیت
استیبیکونیت  (به انگلیسی: Stibiconite) با فرمول شیمیایی (SbSb2O6(OH از مجموعه کانی هاست و از کلمه لاتین stibium اخذ شده‌است. محلول در اسیدها - در کربنات‌ها به صورت بنفش تیره‌است. Sb:۷۶٫۳۷٪  O:۲۱٫۷۵٪  H2O:۱٫۸۸٪  (متغیر) برای اولین بار در چک اسلواکی کشف شد و از نظر، رنگ: زرد روشن - سفید - قهوه‌ای - زرد، شفافیت: شفاف - نیمه شفاف، شکستگی: نامنظم، جلا: شیشه‌ای - مات - چرب، رخ: ناشناخته، سیستم تبلور: مکعبی و در رده‌بندی اکسید است همچنین خاصیت مغناطیسی ندارد و منشأ تشکیل آن ژیزمان‌های ثانوی Sb دار است.
همایند کانی‌شناسی (پارانژ) آن اشعه X و واکنش‌های شیمیائیبیندهمیت - وانتیت - رومئیت- استیبین- سروانتیت- رومئیت و غیره است
، از نظر ژیزمان آگرگات نامنظم و فشرده - نیمه شکل دار کمیاب است و بیشتر در آلمان غربی، مکزیک، چین، الجزایر، پرو، آمریکا، URSS، استرالیا یافت می‌شود.

## منبع
- پردیس کشاورزی ایران